# Tanja Kok
Tanja Kok (1985) is presentator en programmamaker bij Omroep WNL en voorheen model en auteur. 

## Biografie
Kok studeerde communicatie en werd op haar 24e ontdekt als model. In 2018 schreef ze Help! Ik ben model, een boek voor meiden en jongens die in de modellenwereld (willen) werken. Ze beschrijft de wereld achter de schermen, voor de camera en op de catwalk.
Daarna werkte Kok bij Talpa, waar ze live-verslaggeving deed voor Hart van Nederland, onder andere van de Formule 1. Ook maakte ze de podcast De Adoptienon. In het najaar van 2023 stapte ze over naar WNL en anno 2024 brengt ze het nieuwsoverzicht bij Goedemorgen Nederland. Met vier anderen maakt en presenteert Kok Stand van Nederland: Generation Next, een onderzoeksprogramma voor millenials dat wordt uitgezonden op de zaterdagavond op NPO 2.
- Nederlandse Thesaurus van Auteursnamen: 420772200
- Virtual International Authority File: 1220154381077330292684